# Alexia Chartereau
Alexia Chartereau (nacida el 5 de septiembre de 1998 en Le Mans, Francia) es una jugadora de baloncesto francesa. Con 1.88 metros de estatura, juega en la posición de ala-pívot.